# Edwin Holmes
Edwin Holmes (probablemente nacido en 1839, y fallecido en 1918 o a principios de 1919) fue un astrónomo amateur británico, que entre otras cosas descubrió el cometa periódico 17P/Holmes el 6 de noviembre de 1892. Con el paso de los días, el descubrimiento de Holmes fue confirmado por el 'Royal Greenwich Observatory'.

## Información
Holmes logró descubrir el cometa cuando repentinamente la visibilidad del mismo mejoró. El cometa quedó visible, incluso a simple vista, durante otras 3 semanas, hasta que desapareciera. Unos 75 días más tarde el cometa nuevamente aumentó su brillantez, lo que de nuevo permitió que fuera apreciado a ojo desnudo. Por este descubrimiento, Holmes recibió la distinción Donohoe Comet Medal of the Astronomical Society of the Pacific.